# Ware (Engeland)
Ware is een town en civil parish in het Engelse graafschap Hertfordshire. Het stadje bevindt zich in het district East Hertfordshire. Ware ligt aan de rivier de Lea. In 2011 telde de plaats 18.799 inwoners.
In Ware ligt de Hanbury Manor, een groot bakstenen landhuis gebouwd in Jacobijnse stijl. Het huis werd omgebouwd tot het Marriott Hanbury Manor Hotel. In 1991 liet Jack Nicklaus hier een 18-holes golfbaan aanleggen, waarop van 1997-1999 het English Open werd gespeeld.